# ملعب آيل تنينتي
ملعب آيل تنينتي (بالإنجليزية: Estadio El Teniente)‏ هو ملعب كرة قدم متعدد الأغراض يقع في رانكاغوا، تشيلي، يتسع لـ 15,252 متفرج.

## التاريخ
بدأ بناء الملعب في 1941 وافتتح في 1945. تمت توسعته في 1962. تم تجديده في 2013. وتم إعادة افتتاحه في 2014.

## أهم الأحداث التي استضافها
- كوبا أمريكا 2015
- كأس العالم لكرة القدم 1962